# SQS Supastars
SQS Supastars es una banda de género pop indio formada en la ciudad de Mumbai. El grupo está integrado por Sanam Puri (voz principal), Samar Puri (guitarra y voz), Venky (Bajo y voz) y Quesh (batería y voz). La banda obtuvo un éxito instantáneo entre los jóvenes adolescentes indios con temas musicales como Hawa Hawa y Behka También se les ha xonocido como "Supastars SQS.

## Carrera
Samar Puri y Venky fueron compañeros en la Indian School Muscat, y con Sanam Puri comenzaron a unirse para formar el grupo y empezaron a interpretar música de género pop y rock, mientras cursaban la escuela secundaria. Unos años después, cuando los hermanos Samar y Puri Puri Sanam, se trasladaron a Mumbai desde Delhi, Venky les presentó a Quesh, a quien había conocido y realizado en el pasado. Quesh se había trasladado para trabajar con Furtados en Mumbai como gerente en una empresa productora llamada Zildjian, Pearl y Evans. En conjunto, Samar Puri, Puri y Quesh Sanam formaron "SQS Supastars" en la que realizaron en hacer música para diferentes tareas, como jingles, las puntuaciones de fondo y la composición. Comenzaron a trabajar en su propio material con canciones escritas por Samar Puri.

## Discografía

### Álbuem de estudio
| Título    | Álbum Details                                                                                   |
| --------- | ----------------------------------------------------------------------------------------------- |
| Supastars | - lanzamiento: 19 de diciembre de 2010 - Etiqueta: Times Music - Formatos: CD, digital download |

## Videos musicales
| Año  | Video       | Director      |
| ---- | ----------- | ------------- |
| 2010 | "Hawa Hawa" | Deb Madhekar  |
| 2011 | "Behka"     | 18 Till I Die |